# 白公主 (电视剧)
《白公主》是一部2017年上映的电视剧，根据菲利帕·格里高利写的历史小说《白公主》改编。

## 剧情
本作品讲述的是约克的伊丽莎白嫁给亨利七世之后所发生的事情。

## 拍摄
2016年，Starz开始本电视剧的拍摄工作。